# Banque Pharaon & Chiha
La Banque Pharaon & Chiha S.A.L. est une banque libanaise, créée en 1876, durant le Mandat français au Liban et en Syrie. Elle est considérée comme la plus ancienne banque au Liban.